# Lista över bränder i Göteborg
Detta är en lista över bränder i Göteborg som har ägt rum sedan staden grundades på 1600-talet.

## Bränder i kronologisk ordning

### 1600-talet
- 1639, 8 maj. En eldsvåda hotar bland annat Göteborgs rådhus. Denna händelse resulterade i stadens första brandordning, den 5 juli i 20 punkter.
- 1669, januari. Natten mot 2 januari eldhärjades hela 3:e kvarteret, som begränsas av Norra- och Östra Hamngatorna, Nygatorna samt Drottningtorget. Ett sextiotal (cirka 1/12 av stadens hus) hus lades i aska, däribland flera av stadens förnämsta köpmanshus. Branden bröt ut i rådman Paul Rockes hus, där en brandvägg blivit överhettad.
- 1669, 10 maj. Vid 16-tiden startade denna eldsvåda, som upphörde först vid 6-tiden morgonen därpå. Då hade mer än halva staden ödelagts i 4:e och 5:e kvarteren (nuvarande stadsdelen Nordstaden). I ett brev till kungen samma månad beskriver stadens "Burg-Greffue, Presidenter och Rådh", hurnledes een gräseligh och häfftig wådheld ähr här i stadhen nu andre gången dheth åhret, dhen sidstledne 10 Maij upkommen, huilken haffuer 241 huus, föruthan Tyska kyrkan, rådhuset och tullhuset i stor hast lagdt i aska och satt många Eders Kongl. Maij:tz underdånigste undersåter uthi störste jämmer och elendighet. Samme eldh war så häfftig och aff starck storm undersatt, att han genom ingen menniskligh macht och hielp kunne affwäries, uthan synes wara ett syndastraff aff Gudh Alzmächtigh uttgånget, huarigenom dhenne stadhen och dhes inwånare nu icke annat synes förestå ähn een oundwijkeligh undergång. Förlusterna var; rådhuset och en stor del av stadens arkiv (det återstående försvann vid en brand i rådhusets kansli, natten mellan 19 och 20 februari 1690), den år 1648 invigda Tyska kyrkan, mynthuset, våghuset, pack- och tullhusen, Biskopsgården, två stora och fem mindre broar. Totalt 241 byggnader, däribland de förnämsta stenhusen (av vilka endast 1/4 därefter stod kvar). Efter den stora eldsvådan måste borgerskapet erlägga "prästgårdspenningar" samt skatta för reparation av Domkyrkans klocka och urverk. Samma år utgick även fastighetsskatt till avlöning för skorstensfejare, och år 1670 utgick en skatt till anskaffande av nya brandredskap.[1]

### 1700-talet
- 1713, november. Natten mellan den 2 och 3 november utbröt elden "under skogen vid Otterhällan", vilken lade ungefär 30 hus i aska. Husen bestod av "uti någre små emillan bärgen belägne hyttor, vilka sig efter handen in uti fästningsverkens district emot förbud inrijtat". Guvernören Carl Mörner ansåg inte att tomterna skulle bebyggas på nytt, utan man skulle söka sig tomter på annat håll, "hälst i Haga" (brev 26 februari 1714).
- 1721, 14 april. Vid 23-tiden började en brand hos borgare Fredrik Ludvig ("utur en borgares backhus på Drottninge- eller eljest kallat Holländaregatan"). Under 15 till 16 timmar härjade elden hela 2:a kvarteret, området mellan Östra- Södra- och Västra Hamngatorna ("Sydstaden" mellan östra- och västra hamnarna). Domkyrkan och gymnasiet skadades svårt av lågorna, samt cirka 213 andra byggnader. Dessa hus var enligt landshövdingen "de bästa i staden". Även Kommendantshuset, stadens båda apotek och reparebanan blev helt eller delvis nedbrända.
- 1746, januari. Natten mellan 13 och 14 januari ödelades 196 hus på 212 bebyggda tomter i 5:e kvarteret (Nordstaden) samt den nybyggda Tyska kyrkan, kommendants-, nederlags- och barnhusen och Corps de gardet. Branden hade startat vid ett nytt hus som tillhörde gördelmakare Kristian Oberländer vid mitten av Sillgatan, mitt emot den gamla tyggårdssmedjan. Oberländers hustru och piga hade varit sysselsatta med att "nösta" vekar till talgljus fram till kvart över elva på kvällen. Elden upptäcktes av Oberländer klockan ett på natten, då det brann kraftigt i ett uthus på gården. Paret Oberländer friades efteråt för att ha handskats ovarsamt med elden. Oberländer försökte omedelbart släcka branden, medan hustrun alarmerade brandvakten på Tyggården samt alla grannar i området. Men en stark västlig vind rådde, och elden hade redan hunnit sprida sig i sådan omfattning att den inte gick att hejda. Kvarteren mellan Sillgatan och Stora torget (Gustaf Adolfs torg) samt mellan Sillgatan och Köpmansgatan var snart ödelagda. Över Köpmansgatan till Tyska kyrkan spred sig nu elden, som tillsammans med kommendantshuset lades i aska. Rådhuset lyckades man rädda. I väster spred sig branden ända ner till Masthamnen, mittemot nuvarande Skeppsbroplatsen, och i öster till hamnkanalen. För att förhindra att elden spred sig till andra sidan kanalen, beskriver magistraten att det "-- gjordes alla upptänkliga anstalter med sprutor, brandsegel och annat redskap att hindra detta, vilket även lyckades, ehuru visserligen åtskilliga här belägna hus genom gnistor och bränder så i takrännor som i andra delar antändes." I norr nådde elden ända till foten av Kvarnberget, men själva väderkvarnen och fortifikationens materialhus lyckades man rädda, jämte kruthuset som tillhörde bastionen Sanct Ericus. Därigenom räddades inte bara Kronhuset utan man förebyggde en explosionskatastrof, med förödande konsekvenser.

Stadsarkitekten Bengt Wilhelm Carlberg såg branden från sin bostad på Kärralund, men kunde inte komma in i stan, eftersom stadsportarna var stängda för natten. Först klockan tio dagen därpå kom han in och kunde konstatera att "-- att allt stod i full brand och att elden var så avancerad, att fast ingen räddning syntes mera för denna del av nordstaden." Carlbergs personal i Tyggården lyckades rädda kronans dokument och räkenskaper, alla redskap ur smedjan och ett stort antal instrument ur det nya instrumentalhuset på Tyggårdstomten. Båda dessa byggnader brann ner, samt vakthuset och en materialbod, uppförd av korsvirke och bräder. Fram till klockan fyra på morgonen den 15 januari bekämpades elden under Carlbergs ledning, vilken hade hejdats "uti en smal gränd," och den fick "sålunda ej komma varken till kruthuset, väderkvarnen eller de många på det höga Kvarnberget belägna hus och gårdar."
Major Cederstråle vittnade om att brandredskapen snart blev odugliga. Corps de Garde på torget jämte det materialhuset bredvid kunde inte räddas. En bidragande och olycklig omständighet, var enligt majoren att "-- det från klockan två på natten till tio på morgonen i ständigt arbete och till största delen utmattade manskapet måste tillåtas taga sig en stunds förfriskning, vartill jämväl kom att många som bodde vid Tyggården och på den trakt, där det brände, måste gå hem och rädda sina munderingspersedlar."
Brandredskapen var vid tiden mycket primitiva, och då brandmästaren Appelberg vittnade inför kämnärsrätten beskrev han hur brandsprutorna var smorda och försedda med tillräckliga slangar om 50 fots längd, men hur de under släckningsarbetet skadades i händerna på ovant folk. Dessutom var vattentillförselns otillräcklig, och brandsprutorna kunde ibland fyllas med så smutsigt vatten att trycket blev dåligt. Han beskriver ytterligare att "den i Jönköping tillverkade sprutan nr 3 med en slang av 50 alnars längd hade vid Köpmansgatan ej med sitt vatten räckt högre än till halva husväggen." Men han hade testat sprutorna tidigare på stadens tyggård, och då hade de fungerat till belåtenhet. Han skyllde främst på att "-- betjäningen dels varit för liten, dels alldeles felat, eller ock hade sådana personer biträtt som ej förstått att pumpa eller hantera sprutorna."
Denna brand innebar att staden nu på allvar bestämde sig för att vara bättre förberedd på brandfaran. För stadens räkning uppfördes vid Stora torget en ny Corps de Garde, ett brandhus samt tyg- och materialhus. Först när brandstationen vid Heden stod klar, flyttade brandmännen från brandstationen vid Gustaf Adolfs torg.
1746 års brand var kanske den som fick störst betydelse för stadens framtida brandförsvar. Bland mycket annat tillsattes en fast avlönad brandvakt. Brandvaktsmanskapet förlades till Corps de Garde, och 12 man sändes skiftesvis ut var timme, sex till nordstaden och sex till stadens södra område. Brandväktarna gick två och två genom gatorna, och vid varje timslag skulle de långsamt ropa: "Från eld och brand, från fiendens hand bevare Gud vår stad och land."
En skröna säger att branden anlades av en fransk värvare, som samma natt tvingades fly landet efter att han i en duell stuckit ner och dödat en svensk officer, son till biskopen Georg Wallin.
"Kongl. Mayestät, har under et Nådigt medlidande av berörde suppliquo inhämtat, den stora olycka, uti hwilken Staden Götheborg förmedelst den i förledne Januarii månad timade beklaglige Wådelden, skall wara råkad, och hwarigenom ej allenast den Tyska Kyrkan, Commendants-huset, Nederlagshuset, Stadsens Corps de Garde med Material- och Spruthuset, utan och 196 private Gårdar eller 212 bebygde Tomter ynckeligen blifwit i aska lagde;--" Så inleddes "Kongl. May.ts Nådige Resolution, uppå Magistratens uti Staden Götheborg, insinuerade underdånige Supplique. Gifwen Stockholm i Råds-Cammaren, den 9 October 1746." Man säger sig i nåder vara beredd till att "...denna vackra Stadens återuppbyggande samt de lidande invånarnes hjälp och understöd bidraga allt vad vid då varande Rikets omständigheter åstadkommas kunde." Hjälpen specificerades i fyra punkter:
Först beviljades tre allmänna kollekter över hela landet för den avbrända Tyska kyrkans återuppförande. Den andra punkten avsåg byggandet av sten- och korsvirkehus på de eldhärjade tomterna. Sådana hus skulle inte bara ge staden "större prydnad, utan även mera säkerhet för eldsvåda i framtiden. Och, som de Inrikes Murtegeln, der å orten ej skola wara tillräcklige, och Byggningswärket jämwäl der stigit til et ganska högt pris med mera; så wil Kongl. May:t, härmed i Nåder hafva förundt Götheborgs Stad trenne års Tullfrihet på Utrikes Tegel och Takpannor till de afbrända Husens återuppförande af Steen." Men de importerade teglen och takpannorna fick endast användas för stadens och kyrkans återuppbyggnad, och inte säljas till annan ort. De återstående punkterna avsåg dels "hämmande af den stora brist, som nu för tiden skall wara i Göteborg på Spannemål och Victualie-Persedlar," samt de förluster som eldsvådan orsakat genom uppbrända nederlagsvaror. K. M:t beviljade därför nedsättning av tullen för vissa varuslag till slutet av juni månad 1747 samt befrielse från erläggande av tull på nederlag fördärvat gods.
- 1758, juni. Omkring midnatt mellan 26 och 27 juni började det brinna i rådman P. Jernstedts hus vid Torggatan i 5:e kvarteret. Inom åtta timmar gick stadens tull- och artillerityghus samt fler än 100 privata byggnader förlorade. Enligt landshövdingens rapport fördelade enligt; i sjätte roten 9, i sjunde 23, i åttonde 17, i nionde 26 och i tionde 30 st.
- 1792, mars. Natten mellan den 2 och 3 mars (eventuellt redan vid 23-tiden den 2 mars) kom elden lös på baksidan av snickare J.H. Lohmans hus i 3:e kvarteret, 4:e roten vid Drottninggatan mellan Brunnsparken, Östra Hamngatan och Vallgraven. Under 15 timmar ödelades 110 hus på 99 tomter i 3:e kvarteret, bland andra sockerbruket vid Brunnsparken. Fyra personer omkom och 600 familjer blev hemlösa. Lohman fick böta 73 riksdaler och 16 skilling, medan skadorna värderades till 50 tunnor guld.
- 1793, 10 april. Mitt på dagen utbröt en eldsvåda i lavettmakaränkan Rosenlövs arvingars hus i 5:e kvarteret på Kvarnberget ("Lilla Otterhällan"), och inom 6 timmar blev 65 hus totalförstörda, det vill säga så gott som alla hus - utom tre - på berget. Hela 1 400 människor förlorade sina hem. De flesta var fattiga personer som förlorade sin hem, men även sina torftiga ägodelar. I Götheborgs Tidningar den 12 april lämnades en förteckning över husägarna, folk i mycket små omständigheter. Bland dessa fanns en husar, en avskedad korpral, båtkarlar, hökare, brandvaktskarlar, soldater, drängar, sjötullsbesökare, artillerister, 'en gammal piga,' flera packhuskarlar, bomslutare som skulle stänga till bommarna för hamninloppen, stadsbetjänter, strumpvävare, ringkarlar, stensättare, tornväktare och murgesäller. Tidningarna tog upp exempel på vad som förlorats: sedel-, och metallmynt, snus- och svampdosor, gång- och sängkläder med mera. Boktryckare Samuel Norberg anhöll "ödmjukeligen, att resp. prenumeranter af Götheborgs Allehanda och Nyheter icke ogunstigt upptaga, att bemälta tidningar i denna och nästa vecka icke kunna från mitt tryckeri utgivas, alldenstund detsamma genom eldsvådan förleden onsdag blivit helt och hållet rubbat och utan ordning bragt. Den värda Allmänheten, som prenumererat på Quart-Bibeln, varmed mina prässar voro i gång vid olyckans timade, kan också, Gudi lof! vara utan allt oroande bekymmer, alldenstund allt är i gott förvar."[5]
- Stor insamlingsinsatser gjordes. Från Gävle med 1 000 riksdaler, Uddevalla med drygt 500 riksdaler, brukssocieteten i Kristinehamn med 850 riksdaler, garnisonen på Carlstens fästning, inom stiftets pastorat osv. Inom förstäderna Haga, Masthugget, Gamlestaden och varvs- och Fattighusförsamlingen samlades 13 371 riksdaler in. Totalt insamlades 21 156 riksdaler in, tillsammans med bröd, ved, hö och fläsk. Att folk var fattiga råder ingen tvivel om, och 14 dagar efter branden annonserades det att "en Galosche kan mot makens uppvisande återfås i huset nummer 59 vid Kongsgatan."[6]
- 1794, februari. I 4:e kvarteret mellan Östra- och Norra Hamngatan i stadsdelen Nordstaden kom elden lös natten mellan den 2 och 3 februari i polisgevaldiger Beckmans hus vid Sillgatan i 7:e roten. Efter 15 timmar hade 87 byggnader på 91 tomter norr om Sillgatan gått förlorade, alla husen vid vallen på Klädpressaregatan och Spannmålsgatan samt hela norra och största delen av södra sidan av Kronhusgatan. Genom att riva ett antal hus i 7:e Roten och 8:e Roten samt ett effektivt utnyttjande av "eldsläckningsvatten", räddades flera hus mellan Kronhuset och Sillgatan. Två av stadens färgerier och alla garverier (utom Björkmans) förstördes. Det övriga bestod endast av små, gamla, tätt sammanbyggda trähus.

### 1800-talet
- 1802, 20 december. Klockan tre på morgonen började det brinna på tredje våningen i buntmakare Langes trähus vid Kyrkogatan 42 (alternativt skräddaren B.P. Bergströms trähus) i 2:a kvarteret. Området motsvarade det mellan Östra-, Södra och Västra Hamngatorna samt Vallgraven, och i nitton timmar rasade elden i stadens affärscentrum. Cirka 180 hus och byggnader förstördes, däribland Domkyrkan och frimurarlogen. Hela 2:a kvarteret låg i aska efter tjugo timmar, båda apoteken och boktryckeriet förutom två stenhus, skolhuset och Arfwidssonska stenhuset i 5:e Roten. Med få undantag var alla trähus, varav många i tre våningar, "tätt hopstaplade och anstrukne med brännbara oljor." Cirka 3 000 personer blev husvilla och utöver all egendom och allt lösöre gick mer än 7 000 tunnor spannmål förlorade.[7] Många blev totalt ruinerade, speciellt då brandförsäkringskontoret på grund av de ofta förekommande eldsvådorna inte kunde betala ut mer än 42,5 procent av försäkringsbeloppen. Eldsvådan skildras av en av Brödraskapets medlemmar (utdrag): "Den 20 kl. 3 på morgonen väcktes stadens invånare ur sin sömn genom trumvirvlar, larmskott och ett långsamt, hemskt slående med påkar mot kanten av klockorna i kyrktornen.--Från Domkyrkotornets stora, kopparklädda kupol, såg man först en svart, sedan med eldsflammor blandad rök virvla upp, tills slutligen det 90 alnar höga tornet störtade samman.--När dess kopparklädda tak rasade ner slog det sönder allt, även gravstenarna, och t.o.m. de dödas kroppar blev helt eller delvis uppgrävda och stank utbredde sig vida omkring."[7]

Göteborgs Morgonpost återger den 5 november 1938 ett samtida referat från branden (något moderniserat språk): "Då tidningens medarbetare kort efter eldsutbrottet anlände till brandplatsen var hela Kyrkogatan och Drottninggatan redan ett hav av lågor och rök. Och värre blev det! Med skrämmande snabbhet kastade sig lågorna vidare. Hus efter hus började brinna och släckningsmanskapets alla ansträngningar tycktes vara förgäves. I hundratals stodo männen — ibland också kvinnor — i kedja och langade vattenhinkar från kanalerna upp till brandplatsen. Åkarna körde nästan på kapp genom gatorna med sina vattentunnor. Men elden drev efterhand släckningsmanskapet tillbaka och till slut behövdes på många platser icke längre några langningskedjor. Segel hämtades från fartygen i hamnen och breddes ut över taken på de svårast hotade husen. Vatten spolades över och på så sätt ser det ut som om man äntligen lyckats sätta en gräns för eldens härjningar åt detta håll. Under tiden utspelades gripande scener på de kringliggande gatorna, då människorna flydde från sina hus medtagande vad de kunde rädda av bohag och värdesaker. Dyrbara klenoder kastades i meningslös panik ut genom fönstren och krossades mot gatan."
- 1804, 1 november. Drygt 8 000 av stadens fattigaste blev hemlösa, då en ny eldsvåda bröt ut klockan två på morgonen i guldsmeden M. Fausts och handelsmannen S. Heymans hus i hörnet av Kungs- och Magasinsgatorna i 2:a Roten. Efter åtta timmar var hela 1:a kvarteret och bebyggelsen på Stora Otterhällan nedbränt. Residenset med kansliet, en mindre del av kasernen och Sahlgrenska sjukhuset räddades. På 203 tomter brann 218 hus upp; bland andra frimurarebarnhuset, domprost- och komministerhusen, kurhuset samt två av kronans magasin. Direkt efter branden uppskattades att endast 296 hus fanns kvar, varav några ännu inte var färdigbyggda eller inredda.
- 1813, 10 september[8]. I 4:e kvarteret i östra Nordstaden (begränsat av Sillgatan, Östra- och Norra Hamngatorna, samt nuvarande Nils Ericsonsgatan), bröt elden ut klockan 07.30 på söndag morgon i skomakare Hallbergs tvåvånings trähus vid Kronhusgatan i 8:e Roten. På grund av den starka vinden kunde elden inom 9 timmar sluka 4:e kvarterets södra hälft (motsvarande den del som klarade sig vid branden 1794). Omkring 100 trähus brann upp samt allt brännbart i sex stenhus. Ytterligare åtta andra stenhus blev mer eller mindre skadade. Det Santessonska sockerbruket i Brunnsparken skadades svårt i båda sina flyglar. Mellan 15 och 16 000 personer blev hemlösa. Ganska snart efteråt fick Brandkommittén motta 51 292 riksdaler som bistånd till de drabbade. Enskilda medborgare inom staden och förstäderna, samlade dessutom in över 47 000 riksdaler. I Göteborgs Allehanda skildras branden: "Klockan halv 8 på morgonen utbröt eld under en stark . . . vind i skomakare Hallbergs hus, beläget vid Kronhusgatan, med en sådan häftighet, att en del av denna gata, hela Sill-, Köpmans- och Norra stora hamngatan inom kl. 5 lades i aska. Tre å fyra hus på norra sidan av Sillgatan blevo, fast mer och mindre skadade, bärgade, men allt på södra sidan av Sillgatan intill Stora hamnen blev lågornas rov, kronobageriet endast undantaget. Med möda blev Santessonska sockerbruket räddat, oaktat elden flera gånger tänt tak och fönsterkarmar. Våghuset på gamla järnvågen uppbrändes även. Inalles äro nära 100 trähus avbrända, och allt brännbart på sex stenhusbyggnader samt 8 stenhus blev mer eller mindre skadat. Ännu kan ej så noga bestämmas antalet av de personer, som denna olycka gjort husvilla, men förmodligen utgör det nära en fjärdedel av stadens befolkning."[9]
- 1820, 20 september. Eld bröt ut på gamla kronovarvet, varvid varvskyrkan - av trä - kronostallet, corps de garde, chefshuset och 10 boningshus brann ned.
- 1820, 29 september. Frimurarelogen vid Södra hamngatan brann, och en stor del av arkivet gick forlorat. Femton människor omkom i branden och flera skadades.
- 1821, 12 augusti. Vid tiotiden på kvällen, utbröt en våldsam eldsvåda i handlande Th. Gavins hus nära "Balast-kajen" i Masthugget. Elden spred sig vidare söderut, upp över Masthuggsbergen och hade vid sextiden på morgonen dagen därpå, slukat 83 stycken hus.[10] 782 personer blev husvilla.
- 1830, 9 mars. Kronobränneriet och 14 stycken hus på Stampen, brann ned. På träden vid Fattighusån finns fortfarande märken efter branden.
- 1857, 6 september. Östra Haga brann, och 19 hus strök med. 340 blev husvilla.
- 1864, 1 december. Egendomen Lorensberg ödelades genom vådeld.
- 1892, 21 december. Vid tretiden på natten, ödelades Mindre teaterns scen och salong genom vådeld. Adress: Södra Hamngatan 61.
- 1897, 15 juni. I Sandviken brann magasinskomplexen och sju boningshus. En timma senare utbröt en stor brand på Sörhallen. Där brann inspektorbyggnaden, 3 magasin, flera bonings- och uthus samt en rasande ljungbrand. Genom flygbrand antändes dessutom Lindholmens Mekaniska Verkstad.

### 1900-talet
- 1900, 29 augusti. 4:e och 5:e kvarteren i 17:e roten Hultmans holme eldhärjades. Elden började i ett kemikalielager och spred sig till ett virkesupplag, en snickerifabrik, byggnader och skjul inrymmande kol, gödningsämnen, lump med mera. Den spred över till Kilsgatan till kvarteret på andra sidan där ett brädupplag fanns, och som antändes.
- 1925, 18 juli. En våldsam brand förstörde värden för 3,5 miljoner kronor. Vid 19.30-tiden började det att brinna i Strömman & Larssons virkesupplag vid Lundbyvassen på Norra Älvstranden på Hisingen. Ett cirka 500x300 meter avbrändes helt, och förutom Strömman & Larsson så totalförstördes även Hisingstads Mekaniska Verkstads AB samt firma Jonsson, Sternhagen & Co:s kolupplag. Hettan var så stark att åskådare vid Masthuggskajen, på andra sidan älven, tvingades att skydda sina ansikten. Två brandmän omkom under släckningsarbetet.[11][12]
- 1928, 13 januari. Klockan 12.22 kom larmet till huvudbrandstationen att det brann i konserthuset vid Heden. Rök bolmade ut från den södra flygelbyggnaden, men någon eld syntes inledningsvis inte utifrån. Styrkor från samtliga brandstationer, utom Lundbystationen, kallades till platsen. Branden bröt senare igenom taket och vid tvåtiden rasade taket över repetitionslokalen in. Vid tretiden föll södra ytterväggen. En brandsoldat skadade ryggen och konsertvaktmästaren blev skuren i handen. Branden orsakades av ett fel i värmesystemet.[13]
- 1956, 19 juli. Detta var den största industribranden i Göteborgs historia, och troligen den största branden inom bebyggelse i Sverige under 1900-talet. Den började vid Göteborg-Dals pappersbruks fabriksområde, ungefär vid Marieholmsbron på Norra älvstranden på Hisingen, och efter en vindkantring spred den sig över ett stort antal byggnader; vidare över Bohusbanan, till Strömman & Larssons snickerifabriker med dess stora virkesskjul och brädgårdsområden. Därefter antändes Tingstads båtvarv en kilometer bort samt ett större område på Ringön. Branden omfattade en sammanlagd yta av 500 000 kvadratmeter. Vid älven utlades 12 000 meter slang och ett sextiotal grova vattenstrålar användes som mest. Cirka 100 brandmän deltog, omkring 300 militärer och ett stort antal frivilliga.[14][15][16][17][18][19][20][21] Redan den 3 juni 1921 drabbades Strömman & Larsson av en katastrofal brand. Då låg verksamheten mellan Första Långgatan och Skeppsbron. Värden för 1 miljon kronor gick till spillo.[22]

### Brädgårdar
- 1904, 15 juli. Tingstads Träförädlings AB i Backa på Hisingen. Omfattning: Fabriker, kontor, byggnader, brädupplag.
- 1910, 1 maj. Peder Kallins brädgård i Backa på Hisingen.
- 1910, 30 oktober. Strömman och Larssons brädupplag.
- 1910, 30 november. Parelius snickerifabrik och brädgård på Hisingen. Omfattning: Fabrik, maskinhus, byggnader, brädstaplar.
- 1911, 15 februari. Bark och Warburgs snickerifabrik. Omfattning: Hyvleriet, byggnader, pråmar, brädstaplar.
- 1911, 6 juli. Färjenäs snickerifabrik.
- 1917, 28 september. Backa Ångsåg.
- 1925, 18 juli. Strömman och Larsson.
- 1956, 20 juli. Strömman och Larsson.
- 1952. Timber Trading vid Backaplan.
- 1963, 12 november. Harry Zelander AB vid Marieholms gatan 48.
- 1970, 22 april. Stor brädgård vid Backaplan.

### Övriga större bränder i urval
- 1910, 9 juli. Magasin, byggnader, skjul, butiker och upplag brann ner vid Järntorgets norra del, det så kallade Järnvågsområdet.
- 1915, 2 december. Ved- och kolupplag, stallar, byggnader och skjul, butiker med mera vid Järntorget, Järnvågsområdet.
- 1935. Byggnader och skjul på Järnvågsområdet.
- 1960, 4 november. Fartyget M/S Volo Hull vid Stigbergskajen på Södra älvstranden.
- 1966, 11 juli. Natten till den 11 juli brann hela Trädgårdshallen ner. Den låg längs Södra Larmgatan i kvarteret 28 Jungfrustigen. Hallen uppfördes 1912 på platsen där Artilleriregementets stall legat och återuppbyggdes aldrig.[23]
- 1967, 15 juni. Royal Dutch Shells raffinaderi i Skarvikshamnen på Hisingen. Explosion och bränder.
- 1968, 27 april. BP:s raffinaderi på Hisingen, brand i processanläggning.
- 1969, 7 september. Fartyget Bio-Bio på Lindholmens Varv.
- 1970, 16 augusti. Större vindsbrand i ett tiovåningshus på Dragspelsgatan 22. Hela vinden totalförstördes.[24]
- 1970, 29 augusti. Koppartrans raffinaderi på Hisingen, brand i processanläggning.
- 1998, 30 oktober. Diskoteksbranden i Göteborg, var en brand som inträffade i en lokal vid Backaplan på Hisingen, där ett diskotek hade arrangerats. Cirka 398 ungdomar i åldern 12–25 år befann sig i lokalen, som var godkänd för 150 personer enligt gällande regelverk. 63 personer omkom och 214 skadades. Fyra ungdomar fälldes senare för att ha anlagt branden.
- 2024, 12 februari. Lisebergs nybyggda, men ännu ej invigda, äventyrsbad Oceana totalförstörs i en brand då en vattenrutschbana fattar eld.[25]